# André Dupont (rosiériste)
André Dupont (né en 1742 et mort en 1817) est un rosiériste français, jardinier de Joséphine de Beauharnais, pour laquelle il rassemble au jardin de Malmaison une des plus importantes collections de roses de son époque, avec plus de 2 000 rosiers, représentant quelque 250 variétés.

## Biographie
Collectionneur et vendeur de roses, André Dupont est fonctionnaire des postes à Paris avant de devenir directeur du jardin du Luxembourg, puis jardinier de Joséphine de Beauharnais.
En 1814, après la mort de l' impératrice, André Dupont échange sa collection de roses contre une pension versée par la Chambre des pairs à l'initiative du comte Charles-Louis Huguet de Sémonville ; cet échange est à l’origine de la roseraie du Jardin du Luxembourg,.
L'hybridation moderne des roses de façon artificielle et sous contrôle commence avec les travaux d’André Dupont dans la roseraie de Joséphine. Avant cette date, la plupart des nouvelles variétés cultivées des roses provenaient des mutations spontanées ou des croisements accidentels et, par conséquent, étaient plutôt rares. Avec la pollinisation contrôlée, l'apparition de nouvelles variétés cultivées est exponentielle. Des quelque 250 types de roses connus par Joséphine, Dupont en a créé 25 en travaillant pour elle.

## Hommages

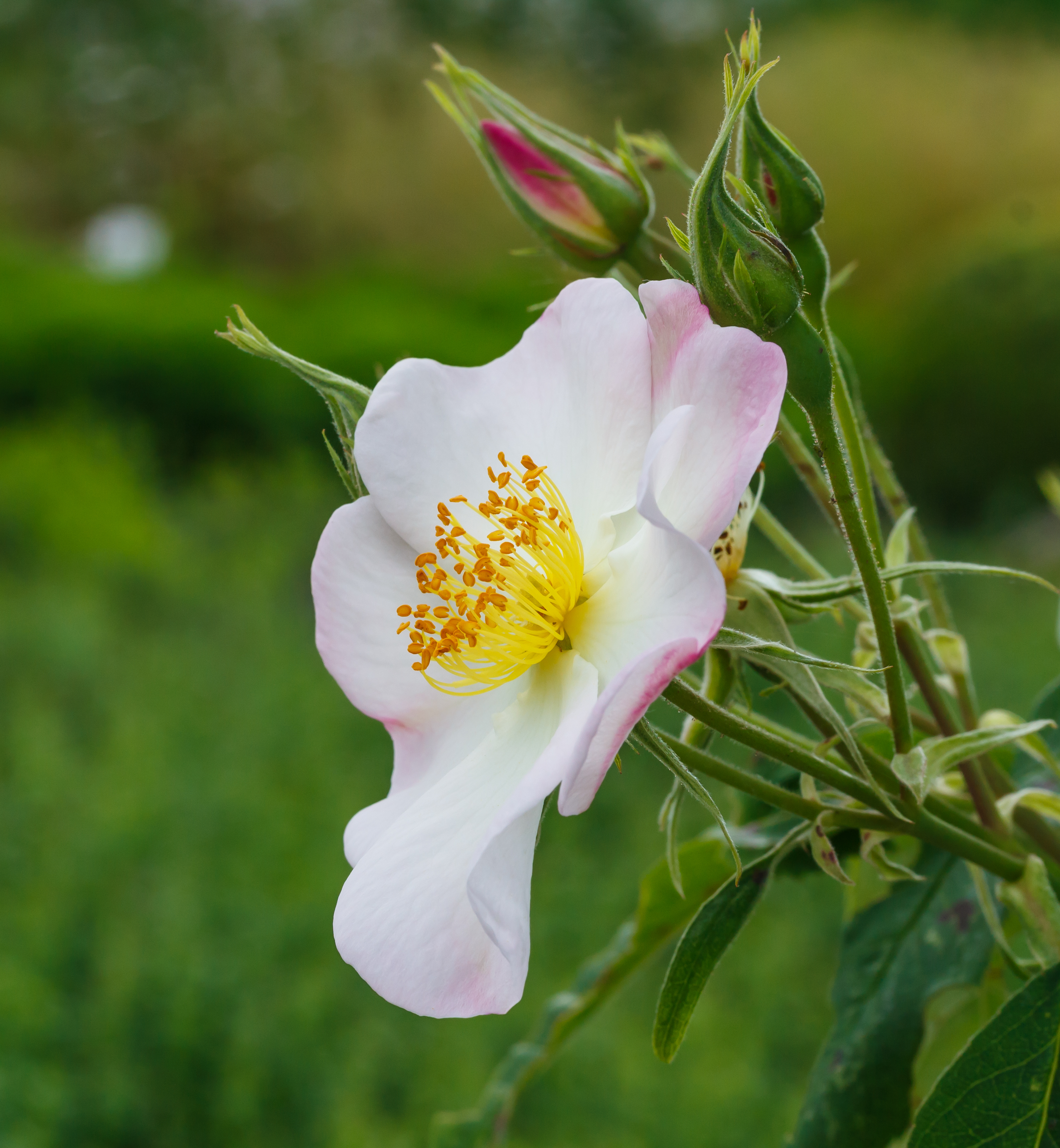
Rosa ×dupontii, nommée en l’honneur d’André Dupont.

L’espèce hybride de roses Rosa ×dupontii est nommée en son honneur.